# Саша Шнайдер
Рудолф Карл Александър Шнайдер, по-популярен като Саша Шнайдер (на немски: Sascha Schneider; 21 септември 1870 – 18 август 1927), е германски художник и скулптор, символист.

## Биография
Шнайдер е роден на 21 септември 1870 в Санкт Петербург, Русия. Прекарва детството си в Цюрих, но след смъртта на баща си се премества в Дрезден. Там през 1889 г. е приет във Висшата академия за изящни изкуства (на немски: Kreuzgymnasium).
През 1903 г. по инициатива на писателя Карл Май двамата се запознават и Шнайдер става художник на редица корици на негови книги, сред които „Винету“, „Поразяващата ръка“ и „Рио де ла Плата“. Година по-късно Шнадер е назначен като преподавател в училище по изкуства във Ваймар.
По това време Шнайдер живее с художника Хелмут Ян, с когото се запознават като ученици в художествената академия в Дрезден. През януари 1906 г. Ян заминава за Берлин, но Шнайдер отказва да го последва. Затова младият художник започва да изнудва Шнайдер, че ще разкрие хомосексуалността му, която по това време е инкриминирата по силата на Член 175 от наказателния закон. След завръщането на Ян във Ваймар през 1908 г. Шнайдер напуска Германия за три години и бяга в Италия, където хомосексуалността по това време не е криминализирана. Там се запознава с художника Робърт Шпис, с когото пътува до Кавказ.
След шестмесечен престой в Лайпциг, Германия отново заминава за Италия и се установява във Флоренция. Там през май 1909 г. отново се среща с пристигналия от Египет Хелмут Ян, който дошъл да търси прошка и да се събере отново с Шнайдер, но с помощта на своя приятел Давид Степанов Шнайдер успява да предаде Ян на полицията. Младият художник е арестуван и експулсиран. По-нататъшната му съдба е неизвестна.
В началото на Първата световна война Шнайдер отново се завръща в Германия и се установява в Хилерау, близо до Лайпциг. След 1918 г. става съосновател на институт за бодибилдинг на име Kraft-Kunst. Някои от моделите за картините му тренирали в него.
През 1924 г. Феликс Цимерман публикува първата монография за Шнайдер. По това време художникът вече сериозно страда от симптомите на захарен диабет и прекарва много време в санаториуми. По време на пътуване с кораб из околностите на Швиноуйшче Шнайдер получава припадък, колабира и малко преди корабът да влезе в пристанището на града умира на 18 август 1927 г. Погребан е в гробището Лошвиц в Дрезден, Германия. През 1928 г. е организирана ретроспективна изложба в негова памет.

## Галерия
- Илюстрация за корица на Поразяващата ръка от Карл Май (1904)
- Илюстрация за корица на Винету III от Карл Май (1904)
- Илюстрация за корица на Рио де ла Плата от Карл Май (1904)
- „Хипноза“ (1904)
- „Мир на земята“ (1904)
- „Разсъмване“ (1905)
- „Икар“ (1906)
- „Лунна нощ“ (1906)
- „Гимназион“ (ок. 1912)
- „Усещане за зависимост“ (1920)
- „Тобиас и Ангелът“ (1921)
- „Младеж в синьо покривало“ (1921)